# پیدمانت (واشینگتن)
پیدمانت (به انگلیسی: Piedmont) یک منطقهٔ مسکونی در ایالات متحده آمریکا است که در شهرستان کلالام، واشینگتن واقع شده‌است.